# Cabaon

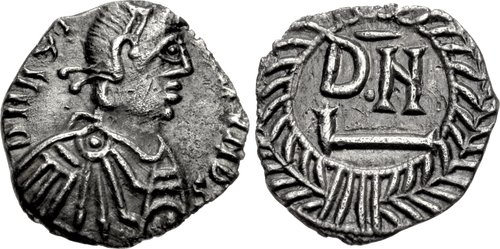
Représentation de Thrasamund sur des pièces.

Cabaon est un chef berbère de Tripolitaine au début du vie siècle, connu essentiellement pour s'être révolté avec succès contre les Vandales. Cet événement est connu par un long passage dans le livre Guerre contre les Vandales de l'historien byzantin Procope de Césarée, 
En 523, le roi vandale Thrasamund lance une expédition contre Cabaon en Tripolitaine afin de restaurer la région sous contrôle vandale. Un raid berbère sur les cités côtières de Libye poussa très probablement Thrasamund a lancer l’expédition.
Selon Procope de Césarée, bien que n’étant pas lui-même chrétien, Cabaon décide d’envoyer des espions sur les arrières des Vandales afin de réparer les dégâts que ces derniers, de confession arienne, infligeraient aux édifices catholiques se trouvant sur leur route. Cabaon espère ainsi se concilier le dieu des catholiques, alors réputé puissant. Cela n’empêcha pas les Vandales d’atteindre le camp berbère. Mais la bataille qui s'ensuivit, en un lieu inconnu, est un désastre pour les troupes de Thrasamund, déroutées par la tactique des Berbères. Ceux-ci s’abritèrent derrière un rempart de chameaux et combattirent à pied, usant essentiellement d’armes de jet qui décimèrent les escadrons vandales.
Ce combat constitue un succès retentissant pour Cabaon et sa troupe berbère. Après la bataille, les Vandales ont été affaiblis militairement et leur contrôle sur la Tripolitaine s'est effondré.

## Héritage
L'épisode a eu une postérité historiographique assez riche. Les compilateurs byzantins étaient fascinés par le respect paradoxal de Cabaon envers le culte catholique ; ce dernier intéressa Évagre et le conduisit à copier le passage de Procope dans son Histoire ecclésiastique. Au xive siècle, Nicéphore Calliste reprend encore l’aventure de Cabaon, à nouveau pour en mettre en valeur le caractère édifiant.
Il existe dans le Djebel Nefoussa, territoire berbérophone de Libye, un lieu-dit Cabao, à 30 km à l’Est de Nalout, qui est peut-être une trace de l’existence de Cabaon.

## Référencement

#### Sources antiques
- Procope de Césarée, Histoire de la guerre des Vandales, Paris, Firmin Didot, 1852 (lire en ligne), chap. VIII (« Les Maures s'emparent du mont Aurase »)

#### Sources contemporaines
- Yves Modéran, « Cabaon », Encyclopédie berbère, no 11,‎ 1er avril 2013 (lire en ligne, consulté le 7 octobre 2018)